# Benno Schachtner
Benno Schachtner (* 1. Dezember 1984 in Illertissen) ist ein deutscher Sänger (Countertenor).

## Leben
Benno Schachtner erhielt seine Gesangsausbildung zunächst als Knabensopran bei den „Ulmer Spatzen“. Zahlreiche Wettbewerbserfolge in der Wertung Duo- und Sologesang bei Jugend Musiziert begleiteten seine Kindheit. Nach dem Stimmbruch begann er mit dem Orgelspiel (Christian Weiherer). Er studierte von 2004 bis 2010 kath. Kirchenmusik an der Hochschule für Musik Detmold in der Orgelklasse von Gerhard Weinberger. Seit 2007 ist er Chormanager der Barockakademie der HfM Detmold (ein Auswahlensemble aus Hauptfach-Gesang Studierenden).
Noch während seines Kirchenmusikstudiums begann er 2009 mit dem Gesangsstudium an der HfM Detmold als Countertenor in der Klasse von Heiner Eckels, das er von 2010 bis 2012 an der Schola Cantorum Basiliensis bei Ulrich Messthaler im Masterstudium fortsetzte.
Bereits während seiner Studienzeit sang Benno Schachtner am Landestheater Detmold die Titelpartie in Georg Friedrich Händels Orlando, woraufhin verschiedenste Laudationen und Auszeichnungen folgten. Anschließend führten ihn Engagements an das Theater Erfurt, die Staatsoper Berlin (unter René Jacobs), das Staatstheater Braunschweig, zu den Innsbrucker Festwochen der Alten Musik und zu der Gulbenkian Foundation nach Lissabon.
Im Jahre 2012 wurde er Bachpreisträger des XVIII. Internationalen Bachwettbewerbes Leipzig, in dem er mit dem 2. Preis und dem Orchesterpreis des Leipziger Barockorchesters ausgezeichnet wurde. Er erhielt den Bayerischen Kunstförderpreis 2016.